# Kunstkonserveringen
Kunstkonserveringen (tidligere Fælleskonserveringen) er de danske kunstmuseers bevarings- og konserveringscenter, der udfører konservering og restaurering af både traditionelle og moderne kunstværker indenfor maleri, grafik, fotografi, skulptur og komposit. Desuden forestår Kunstkonserveringen en lang række tjenester med henblik på bevaring af kunst, herunder: rådgivning om transport og pakning af kunst, klima- og lysforhold, katastrofeberedskab ved vand- og brandskader, tilstandsvurderinger i forbindelse med ind- og udlån af kunstværker samt kurervirksomhed og gennemgang af samlingers bevaringstilstand.
Ud over at være tilknyttet kunstmuseerne udfører Kunstkonserveringen restaurerings- og konserveringsopgaver for andre typer museer, institutioner og samlinger samt for virksomheder og privatpersoner.

## Historie
I 1978 gik en række danske kunstmuseer sammen om at oprette et fælles bevaringscenter, Fælleskonserveringen, organiseret som en almennyttig forening til brug for kunstmuseerne. I første omgang blev der oprettet et værksted på det daværende Aarhus Kunstmuseum. I 1986 blev Fælleskonserveringen delt i to afdelinger. Det allerede eksisterende værksted i Aarhus blev afdeling Vest, mens et nyt værksted, beliggende på Kronborg i Helsingør, blev afdeling Øst. I dag har afdeling Vest til huse i Silkeborg, mens afdeling Øst stadig er beliggende på Kronborg. Fælleskonserveringen skiftede i maj 2014 navn til Kunstkonserveringen.

## Kunstkonserveringens afdelinger og tilknyttede museer
Kunstkonserveringens to afdelinger varetager hver deres geografiske område og har hver især en række tilknyttede museer og institutioner:

Afdeling Øst på Kronborg varetager Sjælland, Fyn og øerne samt Bornholm
Afdeling Vest i Silkeborg varetager Jylland og området syd for grænsen til Tyskland

Kunstkonserveringens tilknyttede museer og institutioner:
- Arken Museum for Moderne Kunst
- ARoS Aarhus Kunstmuseum
- Bornholms Kunstmuseum
- Carl-Henning Pedersen og Else Alfelts Museum
- Davids Samling
- Design Museum Danmark
- Esbjerg Kunstmuseum
- Faaborg Museum
- Fuglsang Kunstmuseum
- HEART – Herning Museum of Contemporary Art
- Heerup Museum
- Helsingør Kommunes Museer
- Holstebro Kunstmuseum
- Horsens Kunstmuseum 'Lunden'
- J.F. Willumsens Museum
- Johannes Larsen Museet
- KUNSTEN Museum of Modern Art Aalborg
- Kunsthal Charlottenborg
- Kunstmuseet Brundlund Slot
- Kunstmuseet i Tønder
- Kulturstyrelsen
- Københavns Museum
- KØS - Museum for kunst i det offentlige rum
- Lemvig Museum
- Listasavn Føroya
- Louisiana Museum of Modern Art
- Museet for Religiøs Kunst
- Museet for Samtidskunst
- Museet for Søfart
- Museet på Koldinghus
- Museet på Rosenborg Slot
- Museum Amager
- Museum Jorn
- Nivaagaards Malerisamling
- Odense Bys Museer/Fyns Kunstmuseum
- Odsherreds Kunstmuseum
- Oluf Høst Museet
- Ordrupgaard
- Randers Kunstmuseum
- Ribe Kunstmuseum
- Rudolph Tegners Museum og Statuepark
- Reventlow Museet
- Skagens Museum
- Skive Kunstmuseum
- Skovgaard Museet
- Sorø Kunstmuseum
- Statens Kunstfond
- Storm P. Museet
- Thorvaldsens Museum
- Trapholt
- Vejen Kunstmuseum
- Vejle Kunstmuseum
- Vendsyssel Kunstmuseum
- Øregaard Museum
- Aarhus Universitet

## Ledelse og bestyrelse

### Daglig leder og afdelingsleder Afdeling Øst
Chefkonservator Tine Louise Slotsgaard

### Afdelingsleder Afdeling Vest
Konservator Elizabeth Baadsgaard

### Bestyrelse
Kunstkonserveringen er funderet som en almennyttig forening med en bestyrelse bestående af valgte medlemmer fra de tilknyttede museer og institutioner samt af de to afdelingsledere.

#### Bestyrelsesformand
Museumsdirektør Anne-Mette Villumsen, Ribe Kunstmuseum

#### Næstformand
Museumsinspektør Lucas Haberkorn, Museum Jorn

#### Bestyrelsesmedlemmer
Museumsdirektør Anders Gaardboe Jensen, Holstebro Kunstmuseum
Samlingsinspektør Connie Hansen, Frederiksberg Museerne
Museumsinspektør Dorthe Juul Rugaard, Arken
Museumsinspektør Kirsten Degel, Louisiana

## Eksterne kilder og henvisninger
- Kunstkonserveringens websted